# 1252
Évszázadok: 12. század – 13. század – 14. század
Évtizedek: 1200-as évek – 1210-es évek – 1220-as évek – 1230-as évek – 1240-es évek – 1250-es évek – 1260-as évek – 1270-es évek – 1280-as évek – 1290-es évek – 1300-as évek
Évek: 1247 – 1248 – 1249 – 1250 –  1251 – 1252 – 1253 – 1254 – 1255 – 1256 – 1257

## Események

### Határozott dátumú események
- május 15. – IV. Ince pápa kiadja ad extirpanda című pápai bulláját, amely felhatalmazza a vizsgálatot végzőket a kínvallatásra az eretnekekkel szemben.[1]
- május 30. – X. Alfonz kasztíliai király trónra lépése. (Egészen 1284-ig uralkodik.)
- június 29. – I. Kristóf dán király trónra lépése. (Kristóf 1259-ig uralkodik.)

### Határozatlan dátumú események
- az év folyamán –
  - IV. Béla magyar király csapatai élén elfoglalja Stájerországot és Alsó-Ausztriát támadja.[2]
  - Margit királylány 17 apácatársával Veszprémből a felépült margitszigeti domonkos kolostorba költözik.[3]
  - Firenzében kibocsátják az első itáliai arany pénzérmét a forintot.
  - Stockholm városának alapítása.
  - A német lovagok megalapítják a litván Klaipėda városát.
  - Aquinói Szent Tamás megkezdi párizsi egyetemi tanulmányait.
  - III. Henrik angol király bejelenti Gascogne örökös egyesülését Angliával.[4]

## Születések
- március 25. – III. Konrád jeruzsálemi király († 1268)

## Halálozások
- január 23. – I. Izabella örmény királynő (* 1212/13)
- május 30. – III. Ferdinánd kasztíliai király (* 1201)
- június 29. – Ábel dán király (* 1218)
- november 27. – Kasztíliai Blanka Franciaország királynéja és több alkalommal régense (* 1188)

## Európai időjárás
Hőhullám májustól augusztusig, alacsony vízszintek, erdőtüzek Kelet-Európában, Írországban, Németországban, Csehországban.